# Történelmi Múzeum (Nagyszeben)
A nagyszebeni Történelmi Múzeum műemléknek nyilvánított múzeum Romániában, Szeben megyében. A romániai műemlékek jegyzékében az SB-II-m-A-12134 sorszámon szerepel.

## Története
A múzeumnak az Altemberger-Pempflinger-ház ad helyet. A lakóépületet a város 1549-ben vásárolta meg polgármesteri hivatal céljára. 1923-ig itt működött a város levéltára, 1948-ig az erdélyi szász univerzitás levéltára is. Az épületet a műemlékvédelmi hatóság felügyelete alatt 1967-1988 között restaurálták.